# 岡山県道382号本庄玉島線
岡山県道382号本庄玉島線（おかやまけんどう382ごう ほんじょたましません）は、岡山県浅口市から倉敷市に至る一般県道である。

## 概要
浅口市鴨方町本庄から倉敷市玉島に至る。
通行不能区間を有する路線である。

### 路線データ
- 起点：岡山県浅口市鴨方町本庄（岡山県道64号矢掛寄島線旧道交点）
- 終点：岡山県倉敷市玉島（国道429号交点）
- 実延長：5.7 km[注釈 1][1]
- 通行不能区間：浅口市金光町上竹

## 歴史
- 1962年（昭和37年）5月1日 - 岡山県告示第428号により認定。
- 1967年（昭和42年）2月1日 - 倉敷市（旧）、児島市、玉島市の3市が対等合併し、倉敷市（新）が発足。
- 1972年（昭和47年）頃 - 現行の県道番号に変更。
- 2006年（平成18年）3月21日 - 浅口郡のうちの鴨方町、金光町、寄島町の3町が対等合併し、浅口市が発足。

## 路線状況
通行不能区間については、付近に迂回路となる浅口市道があるため、今のところ解消に向けた動きはない。

### 道路施設

#### 橋梁
- 竹川橋（里見川、倉敷市 - 浅口市[注釈 2] - 倉敷市）

## 地理

### 通過する自治体
- 岡山県
  - 浅口市 - 小田郡矢掛町 - 浅口市 - 倉敷市

### 交差する道路
| 交差する道路                                | 市町村名 | 交差する場所 | 交差する場所 |
| ------------------------------------------- | -------- | ------------ | ------------ |
| 岡山県道64号矢掛寄島線 / 旧道               | 浅口市   | 鴨方町本庄   | 起点         |
| 通行不能区間                                |          |              |              |
| 岡山県営広域営農団地農道備南地区 / 備南街道 | 浅口市   | 金光町上竹   |              |
| 岡山県道60号倉敷笠岡線                      | 浅口市   | 金光町下竹   |              |
| 国道2号 / 玉島バイパス                      | 倉敷市   | 玉島阿賀崎   | [ 注釈 3 ]   |
| 国道429号                                   | 倉敷市   | 玉島阿賀崎   | 終点         |

### 交差する鉄道
- 山陽新幹線（浅口市金光町下竹）
- 山陽本線竹川堤踏切（倉敷市玉島道越）

### 沿線
- 国立天文台岡山天体物理観測所（浅口市鴨方町本庄）
- 岡山天文博物館（浅口市鴨方町本庄）
- 竹林寺山（浅口市鴨方町本庄、小田郡矢掛町南山田）
- 遙照山（浅口市鴨方町地頭上・鴨方町益坂・金光町上竹、小田郡矢掛町南山田）
- 藤波池キャンプ場（浅口市鴨方町益坂）
- 日月水火神社（浅口市鴨方町益坂）
- 両面薬師堂（浅口市鴨方町益坂・金光町上竹）
- 遙照山総合公園（浅口市金光町上竹）
- 遙照山温泉（浅口市金光町上竹）
- 浅口市立金光竹小学校（浅口市金光町下竹）
- 倉敷西部清掃施設組合清掃工場、倉敷市玉島環境センター（倉敷市玉島道越）